# Ligne du Montafon
La ligne du Montafon (Montafonerbahn en allemand) est une ligne de train traversant la vallée du Montafon, dans la région aautrichienne du Vorarlberg.
Son trajet longe l'Ill depuis Schruns jusqu'à Bludenz, où elle se connecte à la ligne de l'Arlberg en direction d'Innsbruck et à la ligne du Vorarlberg en direction de Lindau.
La ligne appartient à l'entreprise Montafonerbahn AG. Cependant, quelques trains de la ÖBB circulent aussi sur cette voie.

## Histoire
L'ouverture de la ligne a été planifiée depuis l'ouverture de la ligne de l'Arlberg en 1884.
Depuis son ouverture le 18 décembre 1905, le Montafonerbahn est l'unique réseau de chemin de fer privé de l'état du Vorarlberg. Pendant la première année de fonctionnement, la ligne a transporté 82 000 personnes.
Vers l'an 2000, la ligne a été intégrée au VVV, Verkehrsverbund Vorarlberg (réseau combiné intégrant tous les transports du land Vorarlberg).

## Travaux
En juillet 1910, les deux tiers de la ligne ont été détruits lors d'une inondation.
Les travaux de construction des usines de la Vorarlberg Illwerk en 1924 ont permis à la ligne de transporter beaucoup de fret.
Après le 6 mars 1972, la ligne a été modernisée, et son électrification a été convertie de 800v courant continu à 15kv 16.67Hz, comme le reste du réseau Autrichien.
En 2007 et en 2010, plusieurs sections de la ligne, comprenant des ponts, ont été rénovées vers St. Anton et Lorüns.

## Véhicules
Depuis le début de l'exploitation de la ligne, tous les véhicules appartenaient à la MBS. Il y a eu, entre autres, des Uerdinger Schienenbus, remplacés par deux séries de NPZ.
Depuis le 10 décembre 2005, des trains ÖBB utilisent aussi la ligne, en utilisant des rames CityShuttle à deux niveaux tirées par des locomotives électriques Taurus, ou des automotrices Bombardier Talent.